# 영문 디지털 한국백과사전
《영문 디지털 한국백과사전》(Encyclopedia of Korea)은  한국 최초의 영문 종합백과사전이다.백과서전 편찬에 전 세계 60명의 한국인이 1300여 편의 출품작을 기고했다.

## 참고 자료
- Encyclopaedia of Korean Culture Encyclopaedia|of Korea.
- Asian Library Resources of Australia /no.68 /07/2016[깨진 링크(과거 내용 찾기)]